# San Juan Capistrano
San Juan Capistrano település az Amerikai Egyesült Államok Kalifornia államában, Orange megyében. Lakosainak száma 35 196 fő (2020. április 1.).

## Közlekedés
A települést érinti az Amtrak távolsági vasúti járata is, a Pacific Surfliner.

## Népesség
A település népességének változása:

| 2010 | 34 593 |
| 2020 | 35 196 |